# شباب العدالة (سلسلة تلفزية)
شباب العدالة (بالإنجليزية: Young Justice)‏ يونغ جاستيس هو مسلسل رسوم متحركة من تأليف براندون فيتي وغريغ وايزمان وإنتاج كرتون نتورك.

## القصة
يتبع المسلسل قصة فريق من الأبطال الخارقون الشبان خلال مواجهاتهم مع الشر ومشاكل المراهقة خلال تدريباتهم مع جاستيس ليغ.

## الشخصيات

### الشخصيات الرئيسية
- روبن
  - مؤدي الصوت: جيسي مكارتني
  - المدبلج العربي:
- أكوالاد
  - مؤدي الصوت: كاري بيتون
  - المدبلج العربي: سعد حمدان
- سوبربوي
  - مؤدي الصوت: نولان نورث
  - المدبلج العربي:
- كيد فلاش
  - مؤدي الصوت: جيسون سبايساك
  - المدبلج العربي:
- مس مارشان
  - مؤدية الصوت: دانيكا ماكيلر
  - المدبلجة العربية: نسرين مسعود
- أرتيميس
  - مؤدية الصوت: ستيفاني ليملين
  - المدبلجة العربية:
- سبيدي/ريد آرو
  - مؤدي الصوت: كريسبين فريمان
  - المدبلج العربي:احمد علي

### جاستيس ليغ
- سوبرمان
  - مؤدي الصوت: نولان نورث
  - المدبلج العربي:
- باتمان
  - مؤدي الصوت: بروس غرينوود
  - المدبلج العربي: فؤاد شمص
- أكوامان
  - مؤدي الصوت: فيل لامار
  - المدبلج العربي: فادي الرفاعي

## الأصوات العريية
فؤاد شمص - باتمان
سعد حمدان
نسرين مسعود
فادي الرفاعي
حسن مهدي
احمد علي

## روابط خارجية
- شباب العدالة على موقع IMDb (الإنجليزية)
- شباب العدالة على موقع روتن توميتوز (الإنجليزية)
- شباب العدالة على موقع نتفليكس (الإنجليزية)
- شباب العدالة على موقع كينوبويسك (الروسية)
- شباب العدالة على موقع قاعدة بيانات الفيلم (الإنجليزية)